# Суровцев, Игорь Степанович
Игорь Степанович Суровцев (24 июля 1947, Вольск, Саратовская область — 21 марта 2020, Воронеж) — доктор технических наук, профессор; ректор Воронежского архитектурно-строительного университета (2002—2012); почётный гражданин Воронежа.

## Биография
Игорь Степанович Суровцев родился 24 июля 1947 в Вольске Саратовской области в семье офицера-фронтовика. С 1954 года жил в Воронеже. В 1965 году окончил среднюю школу № 28, в 1970 — физический факультет Воронежского государственного университета по специальности «физика».
В 1970—1995 годы работал в Воронежском университете (инженер кафедры физики полупроводников и микроэлектроники, старший научный сотрудник, заведующий отраслевой НИЛ, заместитель декана факультета, заместитель проректора по НИЧ, проректор по экономике и программам развития). В 1995—1999 годы — президент ассоциации научных организаций вузов РФ «Вузнаука».
С 1999 года работал в администрации Воронежской области: главный государственный советник, председатель комитета по работе высших и средних специальных учебных заведений, с 2001 — начальник управления профессионального образования и науки. Одновременно состоял членом планово-бюджетной комиссии (1997—2001) и научно-технического совета (1999—2001) Минобразования РФ, входил в состав руководящих советов по научным программам («Государственная поддержка региональной научно-технической политики высшей школы и развитие её научного потенциала», 2000—2001; «Инновационная деятельность высшей школы», 2001—2002), был членом экспертной комиссии Комитета по науке, образованию, здравоохранению и экологии Совета Федерации (2000—2002).
С октября 2002 по 2012 год — ректор Воронежского архитектурно-строительного университета (был избран на альтернативной основе). С 2012 года — президент Воронежского архитектурно-строительного университета.
Советник Российской академии архитектуры и строительных наук. Избирался депутатом Воронежской областной думы V созыва (по списку партии «Единая Россия», 2010—2015), был председателем комитета по труду и социальной защите населения, членом комитета по образованию и молодёжной политике; входил в состав фракции «Единая Россия». Являлся заместителем секретаря Воронежского регионального отделения Всероссийской политической партии «Единая Россия», председателем совета сторонников партии «Единая Россия». Был председателем Общественной палаты Воронежа (2011—2015), членом Общественной палаты Воронежской области.
Вёл общественную деятельность, будучи вице-президентом и почётным профессором Международной ассоциации строительных высших учебных заведений; членом советов (при губернаторе Воронежской области — по кадровой политике; при правительстве Воронежской области — по административной реформе, по строительству) и комиссий (при губернаторе Воронежской области — по модернизации и технологическому развитию экономики области); председателем Межконфессионального совета при Воронежской областной Думе; членом Национальной палаты при губернаторе Воронежской области; президентом Воронежского отделения Федерации пожарно-прикладных и спасательных видов спорта; членом Российского союза ректоров, Президиума Совета ректоров вузов Воронежа и Воронежской области; членом общественных советов (федеральной службы РФ по контролю за оборотом наркотиков; при Главном управлении внутренних дел по Воронежской области); членом Президиума Центрального совета и председателем Воронежского регионального отделения Всероссийского общества охраны природы; членом Попечительского совета Свято-Успенского Дивногорского монастыря.
Умер 21 марта 2020 года в Воронеже после продолжительной болезни, похоронен на Коминтерновском кладбище.

### Семья
Жена; два сына.

## Научная деятельность
В 1984 году защитил кандидатскую («Исследование и разработка процессов плазменно-индукционной обработки полупроводников»), в 1998 — докторскую диссертацию («Высокочастотная индукционная и плазменная обработка кремния и гетероструктур»). Профессор (1994). Действительный член РАЕН, Российской инженерной академии; почётный академик Российской академии архитектуры и строительных наук.
Основные направления исследований:
- фундаментальные основы нано- и субмикронной технологии для размерной обработки материалов с использованием химически активной плазмы атмосферного и низкого давления;
- влияние высокочастотного индуцированного нагрева и ВЧ индукционной плазмы на структурные свойства материалов;
- концептуальные и методологические проблемы высшего профессионального образования;
- теоретические и практические методы управления инновационной деятельностью;
- проблемы демографии, миграции и безопасности России.

Входил в состав редакционных советов научных журналов «Вестник Волгоградского государственного архитектурно-строительного университета» (серия «Естественные науки») и «Инновационный вестник Региона»; главный редактор Научного вестника Воронежского архитектурно-строительного университета. Член совета по защите докторских и кандидатских диссертаций при Воронежском архитектурно-строительном университете.
Подготовил 2 докторов и 14 кандидатов наук.
Автор более 300 научных публикаций и 30 изобретений.

## Награды и почётные звания
- Знак отличия «За заслуги перед Воронежской областью» (19 июля 2017) — за многолетний научно-педагогический труд, большой личный вклад в подготовку высококвалифицированных специалистов и в связи с 70-летием со дня рождения
- «Почётный гражданин города Воронежа» (2008)[2][6]
- Медаль ВДНХ СССР (1979) — за разработки в области полупроводниковой электроники[1]
- Медаль ВДНХ СССР (1978) — за разработки в области полупроводниковой электроники[1]
- Знак «Изобретатель СССР» (1977)
- Почётная грамота Президиума Центрального совета Всероссийского общества изобретателей и рационализаторов (1977)
- Премия Воронежского комсомола в области науки и техники
- Почётный работник высшего профессионального образования Российской Федерации
- Почётный работник науки и техники Российской Федерации
- Почётная грамота администрации Воронежской области
- Почётная грамота Министерства образования и науки Российской Федерации
- Три Благодарности от Федерального агентства по образованию
- Орден им. А. С. Макаренко
- Премия им. Шанталя Ассоциации содействия промышленности (Франция)
- Национальная премия «Медаль трудовой славы имени П. А. Столыпина»
- Национальная общественная премия Транспортной отрасли России «Золотая колесница»
- Орден «Михаил Ломоносов»
- Орден Святой Софии[6]